# Autolib'

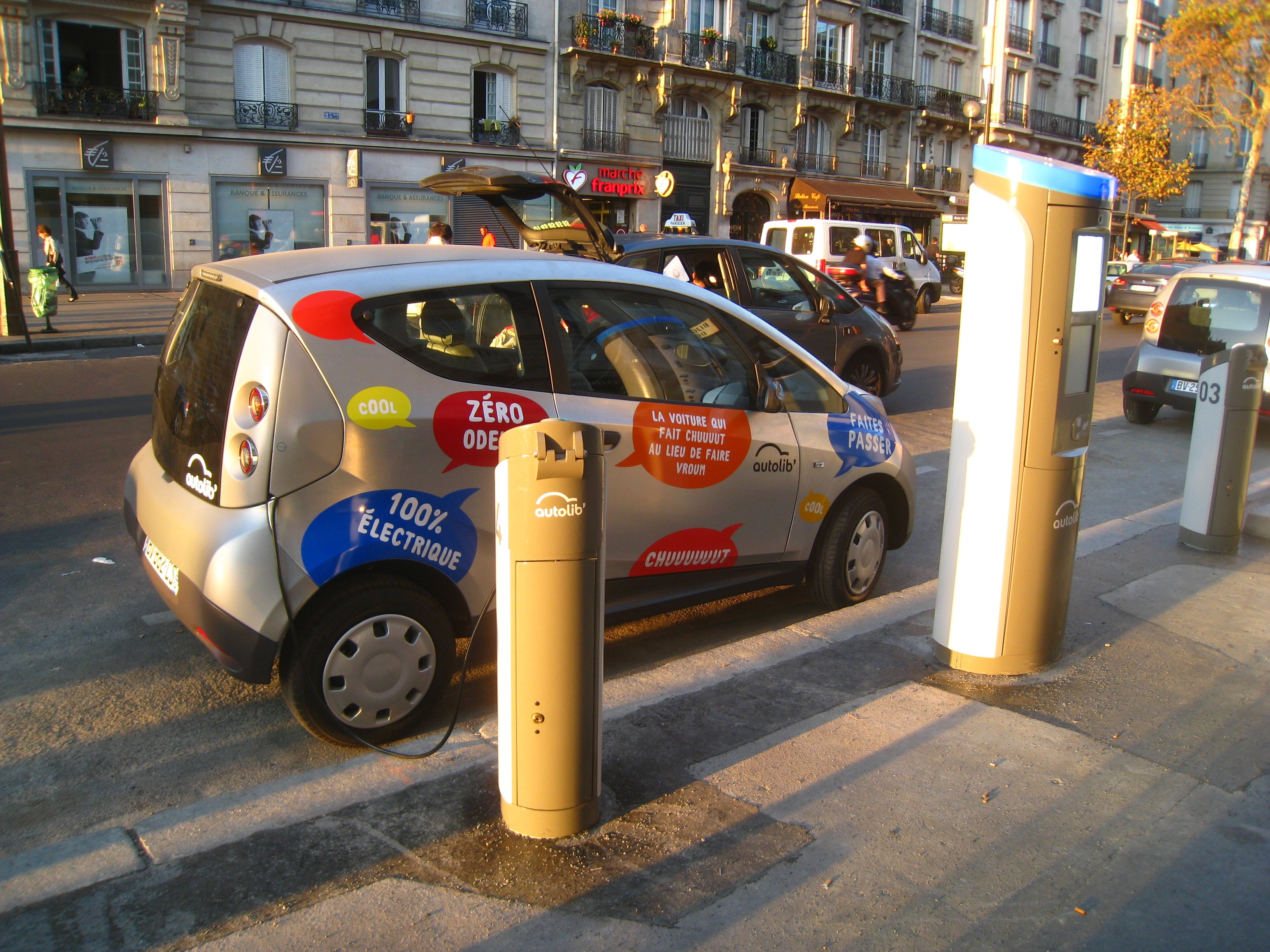
Stazione sul Boulevard Diderot

Autolib', contrazione delle parole francesi automobile e liberté (libertà), era un servizio di auto elettriche a noleggio automatico ad alta rotazione esistente a Parigi, cessato il 31 luglio 2018.. La società era presente anche a Lione, con il nome Bluely, ad Arcachon e Bordeaux con il nome BlueCub, a Torino con il nome BlueTorino e ad Indianapolis con il nome BlueIndy. Le auto ritirate dal servizio di Parigi, si trovano parcheggiate a Loir-et-Cher, nei pressi di Romorantin.

## Parigi
Gestito dalla società Bolloré, è stato messo in servizio a dicembre 2011, contava inizialmente con 250 auto su 250 stazioni di cui 180 nel comune di Parigi. Contestualmente è stata prevista la progressiva estensione nel corso del 2012 fino a 3000 veicoli su 1200 stazioni, ripartite tra Parigi e altri 46 comuni dell'Île-de-France.

## La presenza nel mondo

### Arcachon e Bordeaux
A Bordeaux il servizio venne attivato il 9 gennaio 2014 co il nome di BlueCub e conta 200 vetture e 80 stazioni distribuite sia nel capoluogo che in sei comuni limitrofi. Nel giugno 2015 il servizio venne esteso anche ad Arcachon con l'installazione di 4 stazioni.

### Indianapolis
La prima filiale al di fuori della Francia venne aperta a Indianapolis, negli Stati Uniti d'America. Il servizio di car sharing elettrico venne attivato nel settembre 2015 e dispone di 200 stazioni e circa 500 veicoli.

### Lione
Il servizio, venne fondato nel 2013 con il nome di Bluely. Conta circa 250 veicoli su 100 stazioni, distribuite in tutta l'area metropolitana di Lione.

### Torino
Il 24 ottobre 2016 venne attivato a Torino, in Italia, il servizio BlueTorino, che conta 130 veicoli e 54 stazioni.